# Naturschutzgebiet Hengstener Bachtal
Das ca. 63 ha große Naturschutzgebiet Hengstener Bachtal steht seit 1989 unter Schutz und trägt die Kennnummer W-008. Es liegt im Stadtgebiet der kreisfreien Stadt Wuppertal – südlich des Ortsteils Wuppertal-Beyenburg und nördlich Wuppertal-Spieckern. Das Gebiet erstreckt sich ab der L 411 im Westen entlang des Bachtals des Hengstener Baches bis zu seiner Mündung in die bei Beyenburg zu einem See aufgestaute Wupper.

## Beschreibung
Das Fachinformationssystem des Landesamtes für Natur, Umwelt und Verbraucherschutz in NRW beschreibt das NSG als ein in einem Hainsimsen-Buchenwald mäßig tief eingebettetes, naturnah mäanderndes Bachtal mit einer Vielzahl von quelligen Stellen. Milzkraut, vereinzelt auch Torfmoose, wie auch die seltene Dunkers Quellschnecke sind hier vertreten. Ein aufgestauter Bachbereich weist eine artenreiche Unterwasserflora und Röhrichtbestände auf. Zwei weitere ehemalige Teiche sind inzwischen verlandet.
Zur Bedeutung des NSG führt das Landesamt u. a. aus:

„Das Naturschutzgebiet Hengstener Bachtal ist insbesondere durch seinen hohen Anteil an struktur- und artenreichem Weidegrünland bzw. Offenland in enger Verzahnung mit strukturreichen Gehölzen von besonderem regionalem naturschutzfachlichem Wert. Der Strukturreichtum ergibt sich vor allem durch extensive Rinderbeweidung unter Flächenrotation, wobei flächen- bzw. biotopübergreifend mageres bzw. mesotrophes Grünland genauso beweidet wird wie in die Weiden integrierte Waldbereiche. Hecken und Einzelbüsche (am Rand und innerhalb der Offen- bzw. Grünlandflächen) mit hohem Weißdornanteil sind wie Erdanrisse, offene Felsbereiche und einzelne Rohbodenstellen weitere wertgebende Strukturelemente. Die genannte Biotop- und Nutzungskombination ist Voraussetzung für das regional größte bekannte Vorkommen des Neuntöters innerhalb eines Schutzgebietes. In Waldbereichen wurde die Hohltaube festgestellt. Der Schwarzstorch tritt als Nahrungsgast auf. (…) Das Naturschutzgebiet Hengstener Bachtal stellt wertvolle Trittstein- und Vernetzungsbiotope für den regionalen Biotopverbund dar, insbesondere für Arten des Mager- und Feuchtgrünlandes bzw. Offenlandes mit verzahnten, strukturreichen Gehölzstrukturen.“

## Schutzziele
- Erhalt und die Wiederherstellung der Mager- und Feuchtgrünlandflächen durch geeignete Nutzung und Pflege einschließlich der naturnahen Hecken, die turnusmäßig zu pflegen sind, zu nennen.
- Insbesondere die bestehende extensive Rinderbeweidung unter Flächenrotation ist zu erhalten, zu fördern und auf alle geeigneten Flächen auszudehnen.
- Verbrachtes Nassgrünland ist durch mindestens in dreijährigem Turnus durchgeführte Grundmahd zu erhalten,
- verdämmende Gehölze wie dichte Erlenpflanzungen am Fließgewässer entfernen,
- standortfremde Gehölze wie Balsam-Pappeln entfernen und Initialstadien von Neophyten entfernen.
- Offenlandanteil ist zu sichern und, wo möglich, durch Entwicklung verbuschter Flächen zu erhöhen.
- Erhaltung naturnaher Bachläufe,
- Erhaltung des Buchen-Eichenmischwaldes,
- Erhaltung von Altholzbeständen und
- Erhaltung einer hohen strukturellen Vielfalt mit gefährdeten Pflanzengesellschaften.[2]

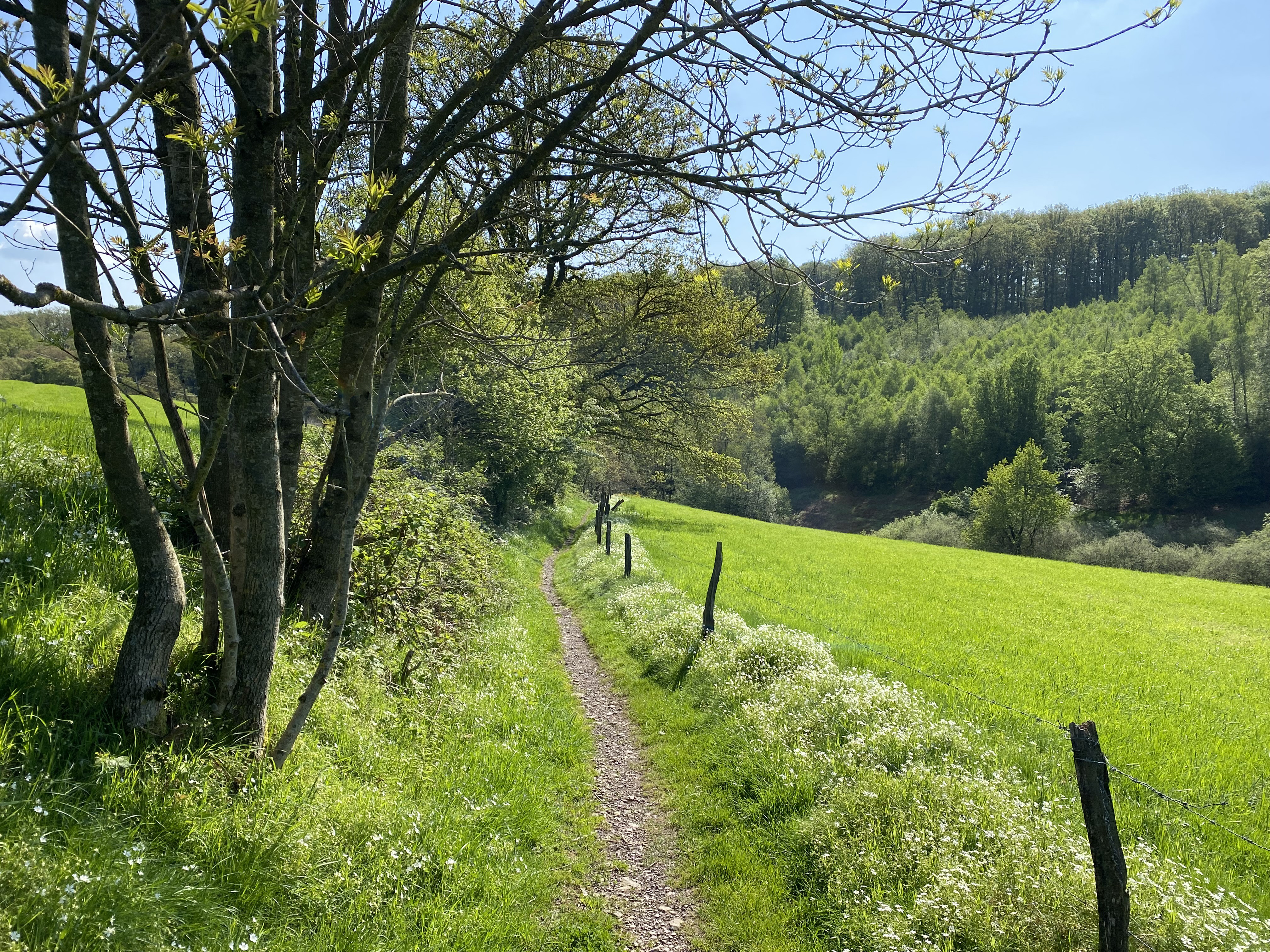
Weg von Niedersondern in das NSG
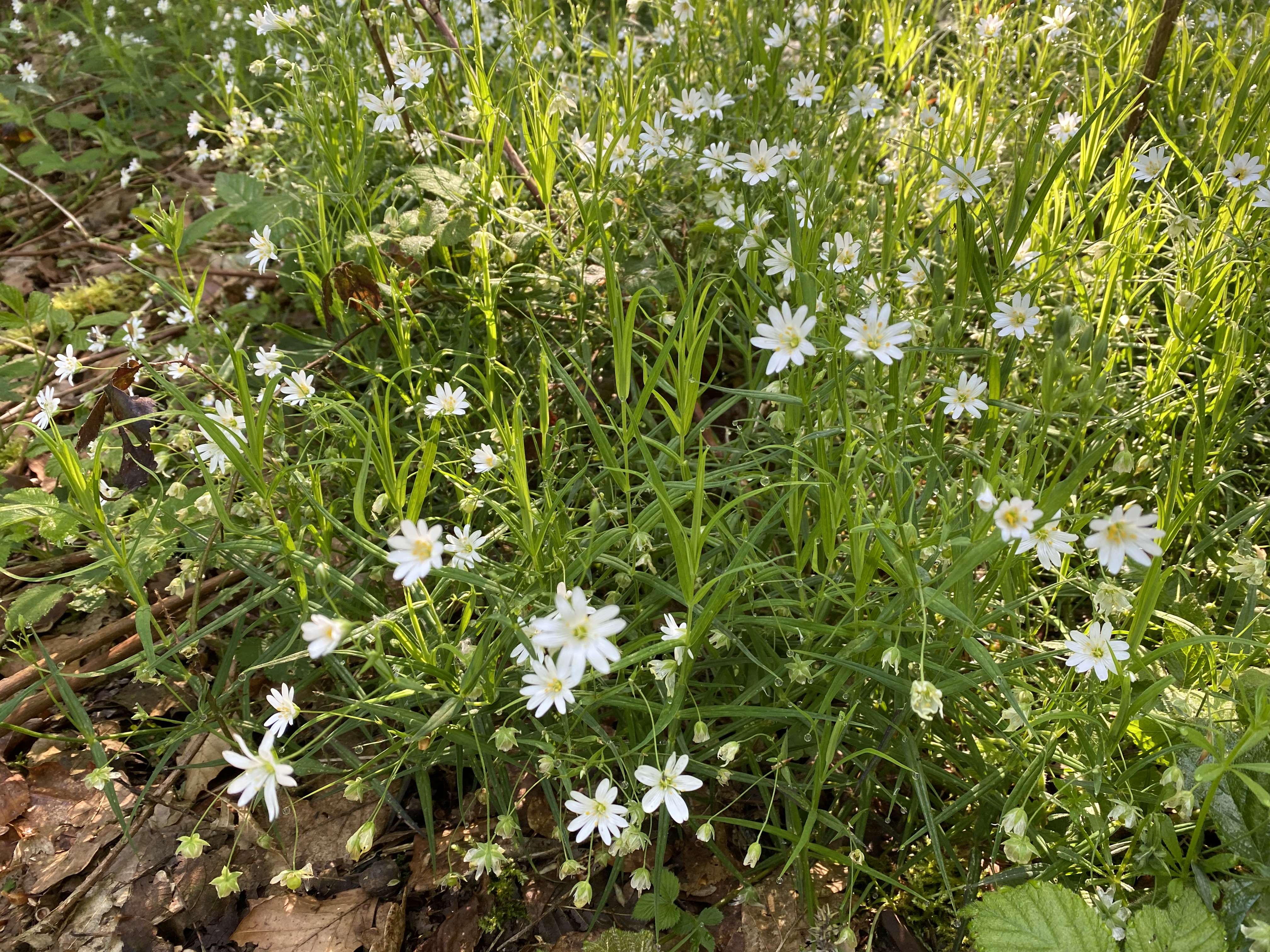
Die Große Sternmiere im oberen Bachtal bei Niedersondern
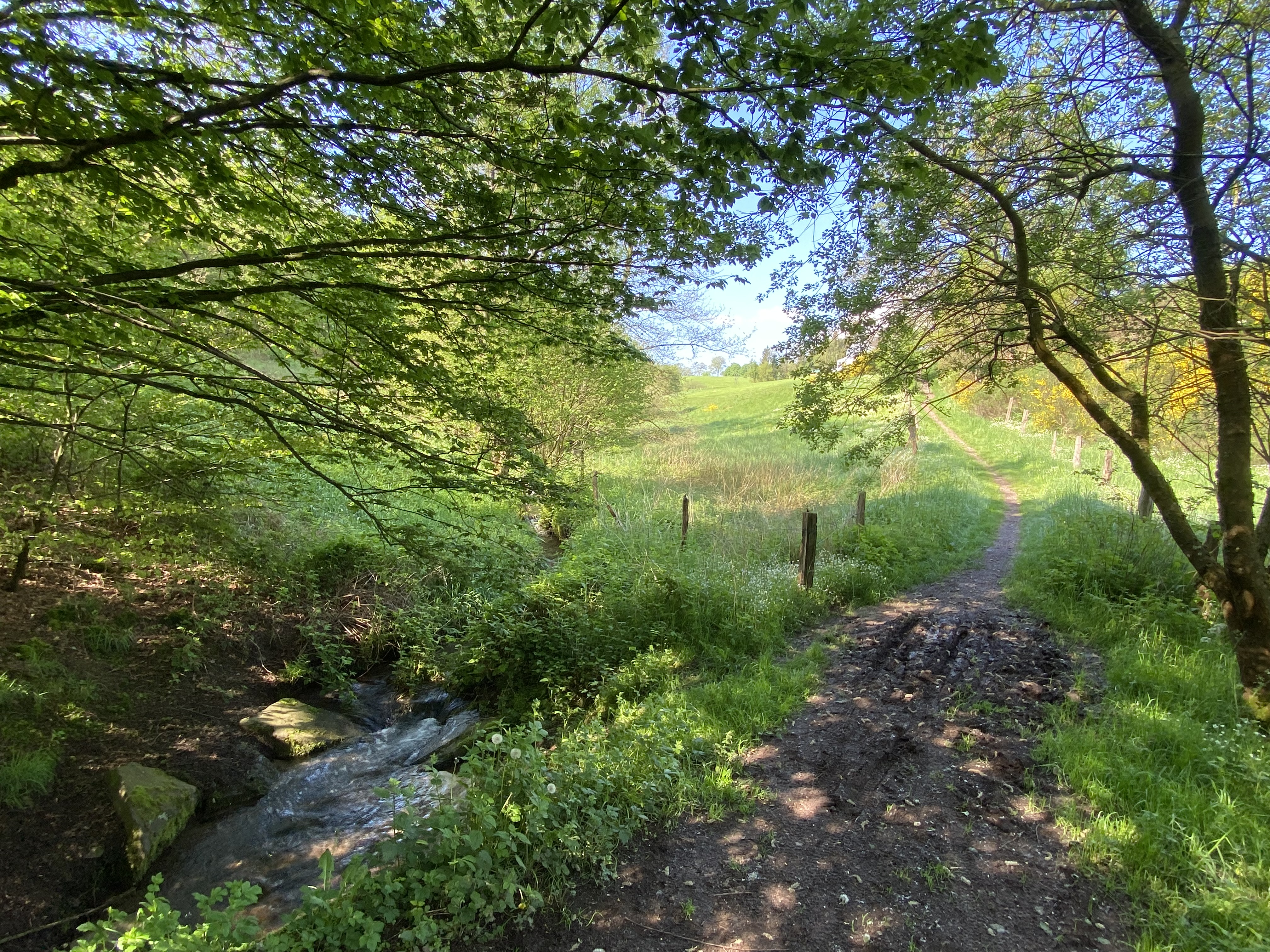
Hengstener Bach bei Niedersondern
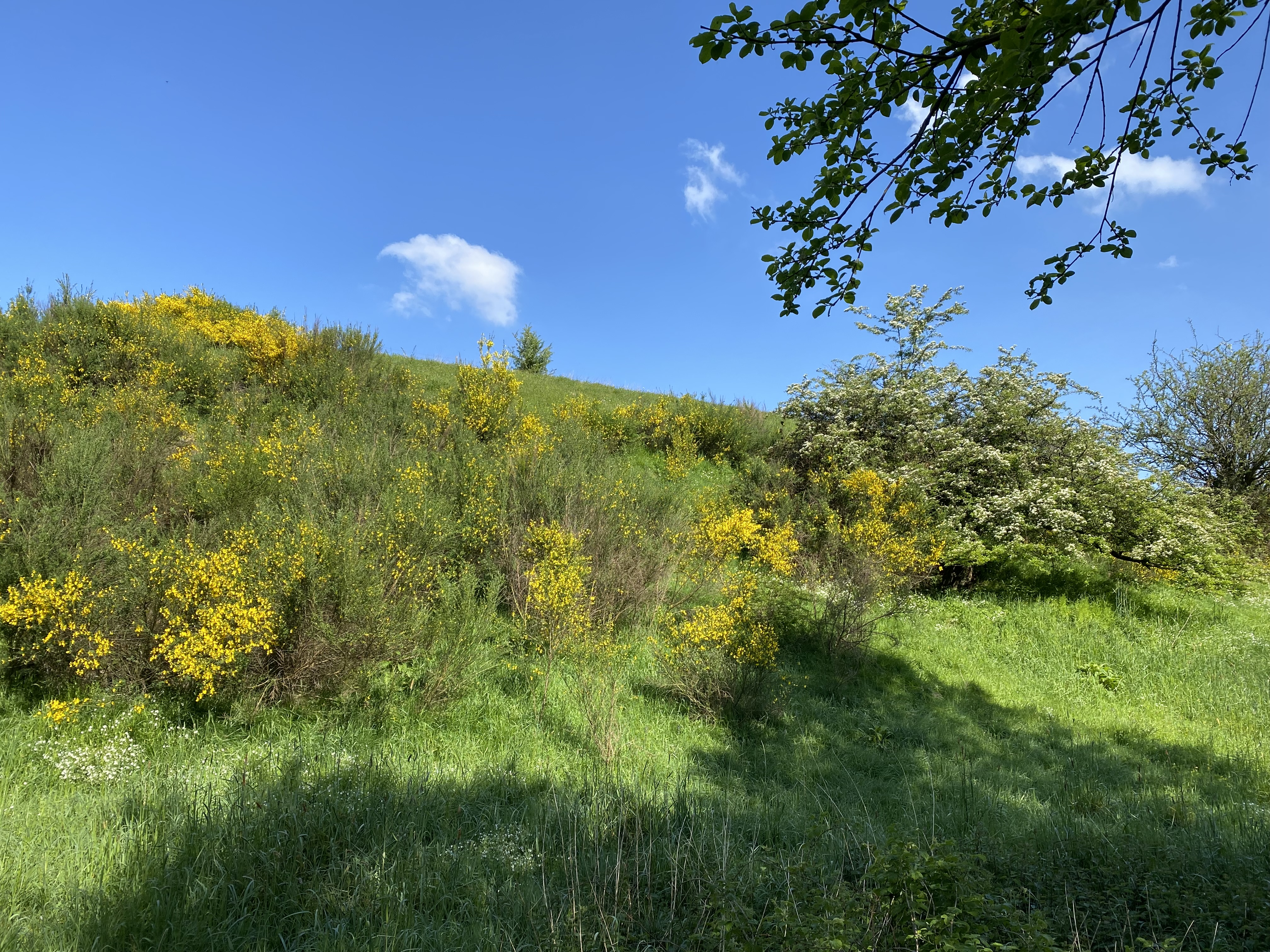
Besenginster- und Weißdornbüsche wechseln mit offenem Grünland ab
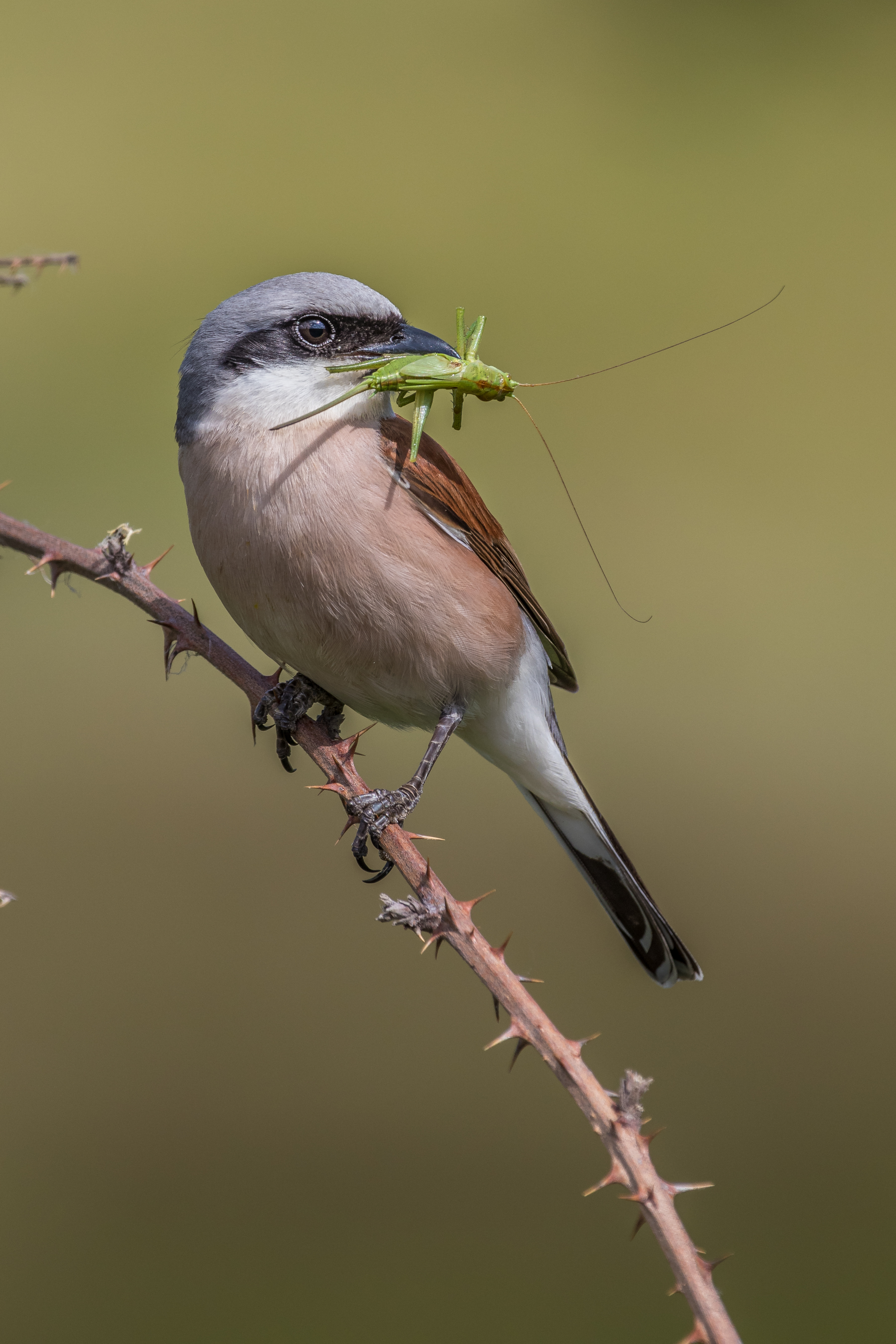
Neuntöter mit erbeutetem Heupferd
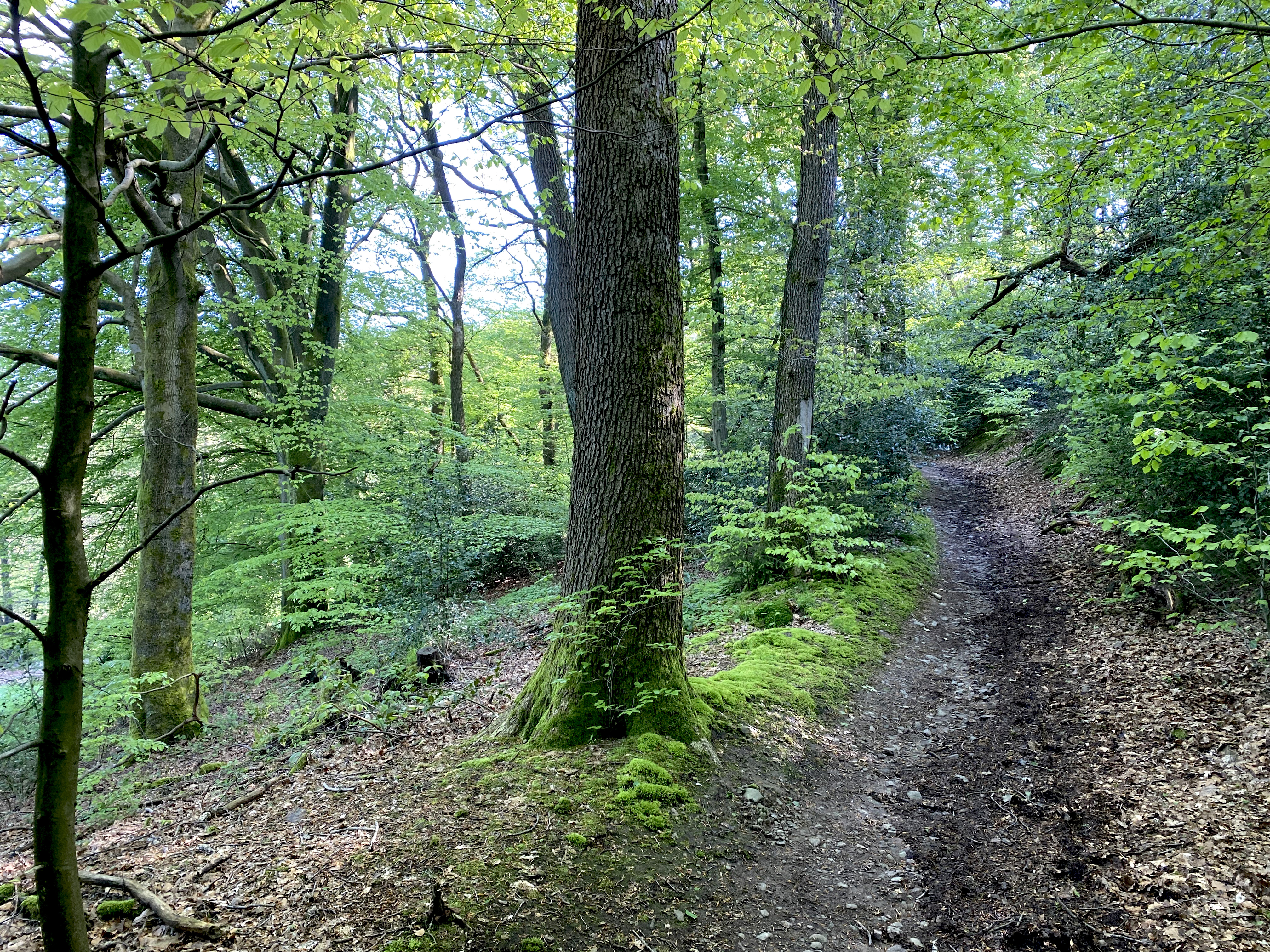
Buchenwald im NSG
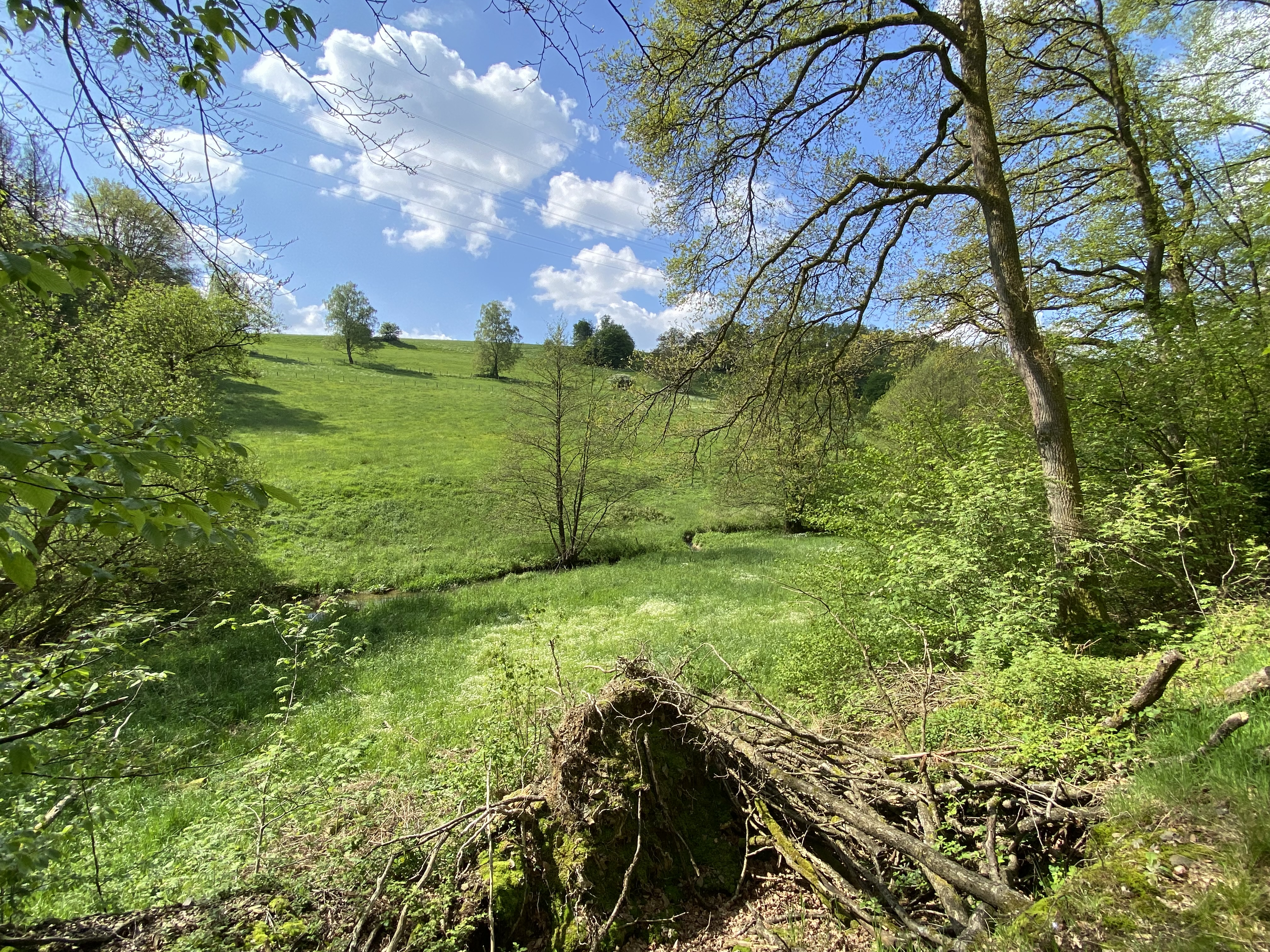
Offenes Wiesenbachtal im Mittellauf
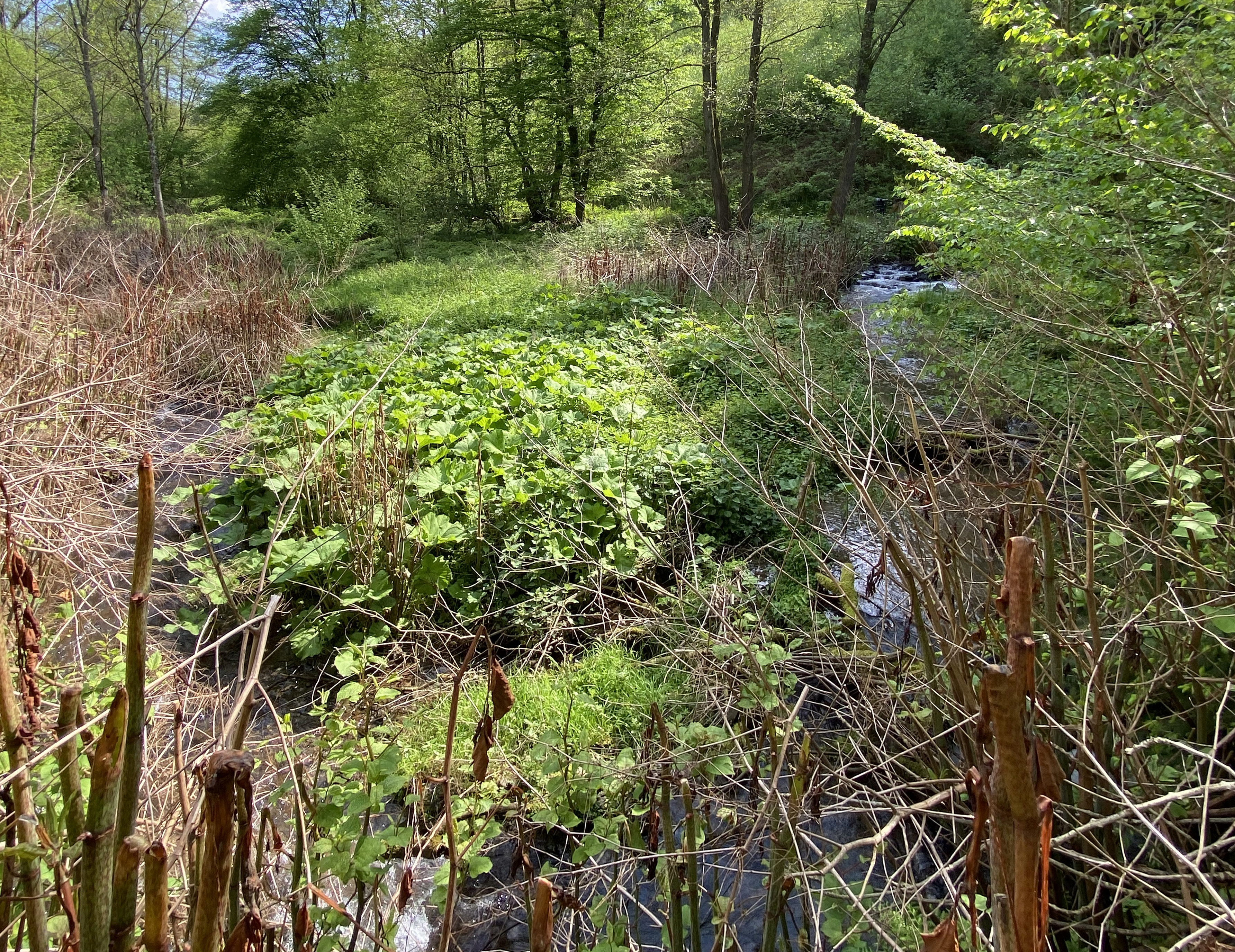
Bachschleife mit großen Pestwurzbestand (bedroht durch Neophyt Staudenknöterich)
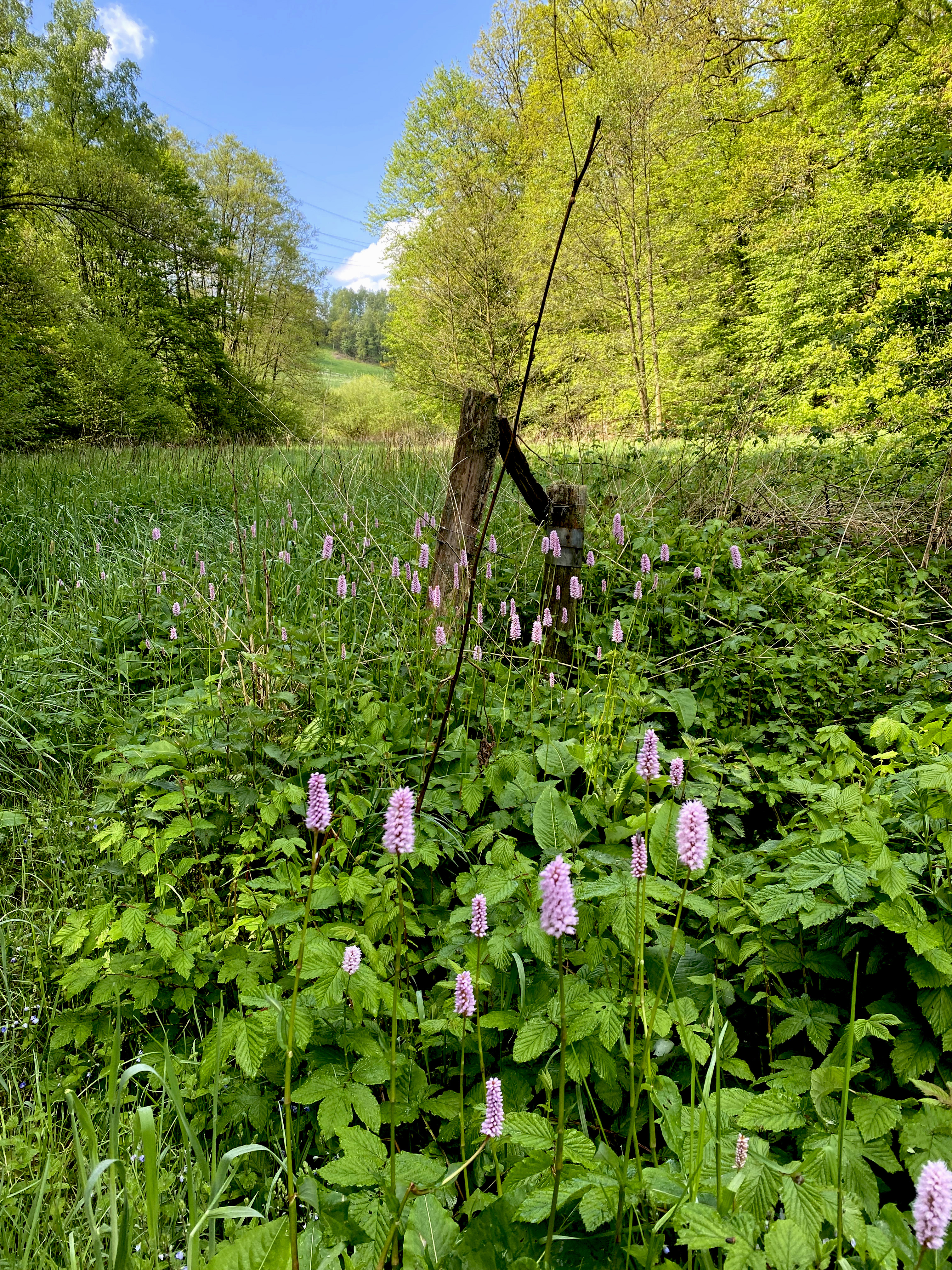
Bachaue nördlich Gangolfsberg
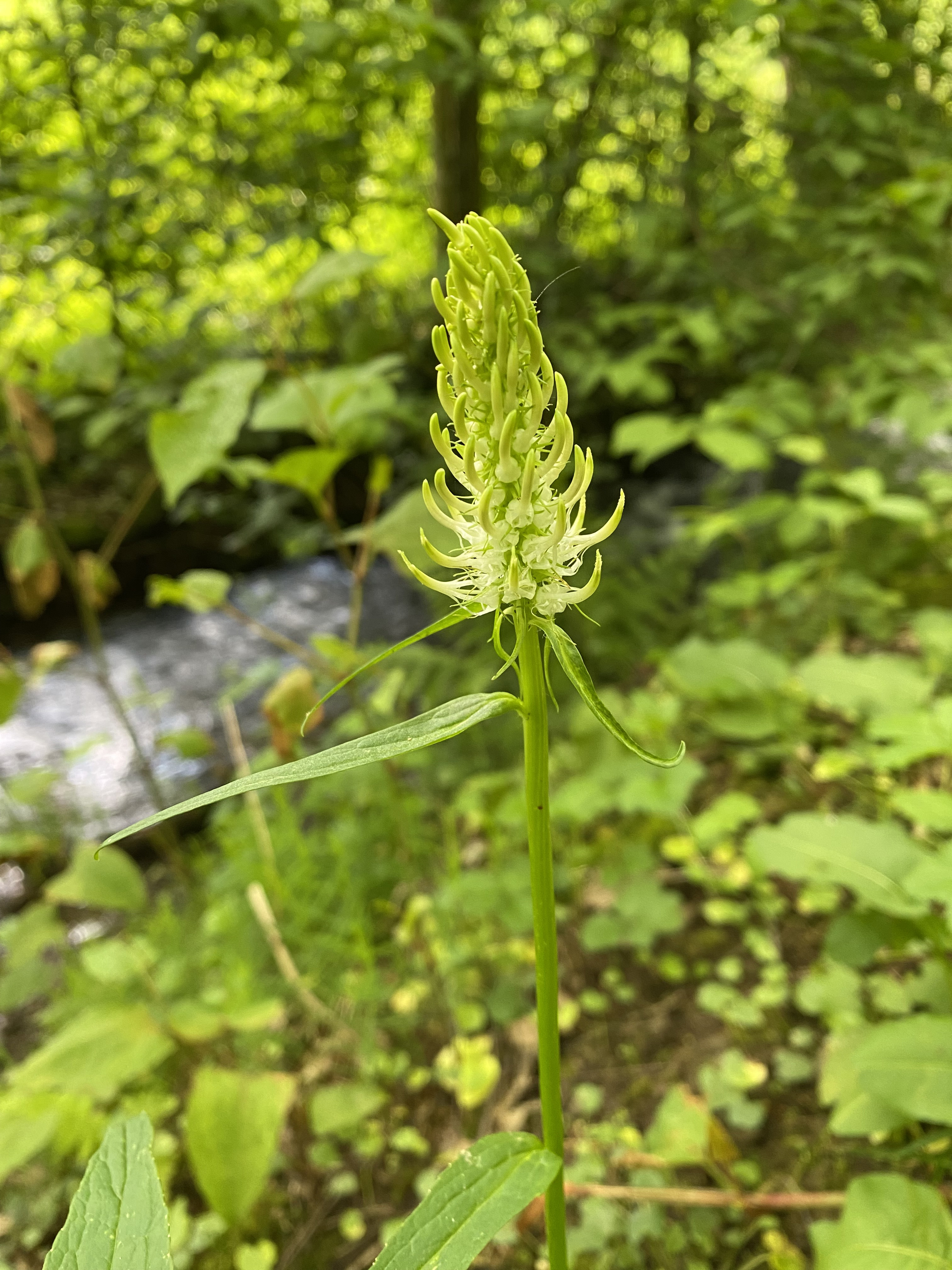
Die Ährige Teufelskralle ist am Unterlauf häufig zu sehen.
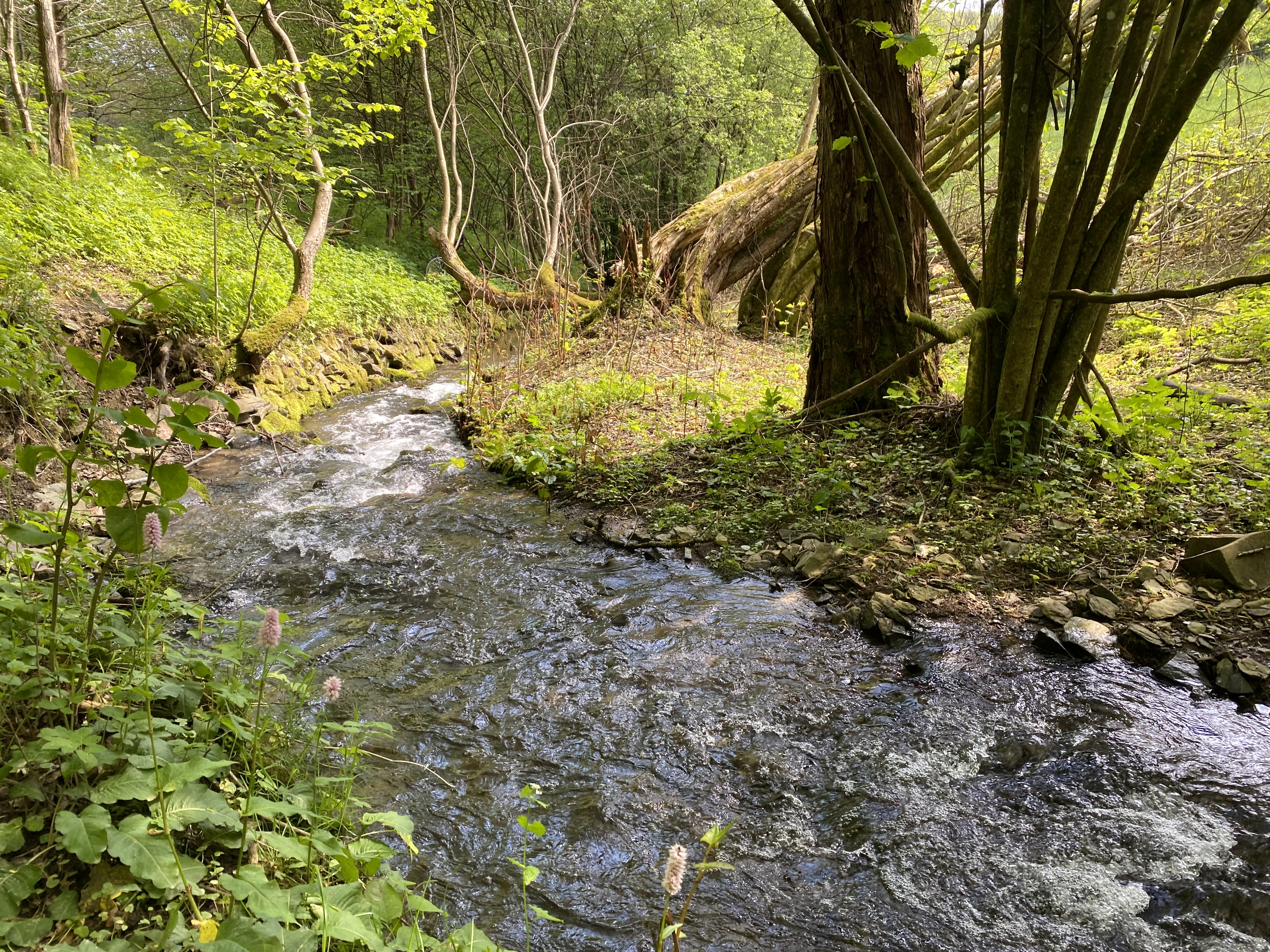
Unterlauf bei Hengsten